# Pin nhiệt

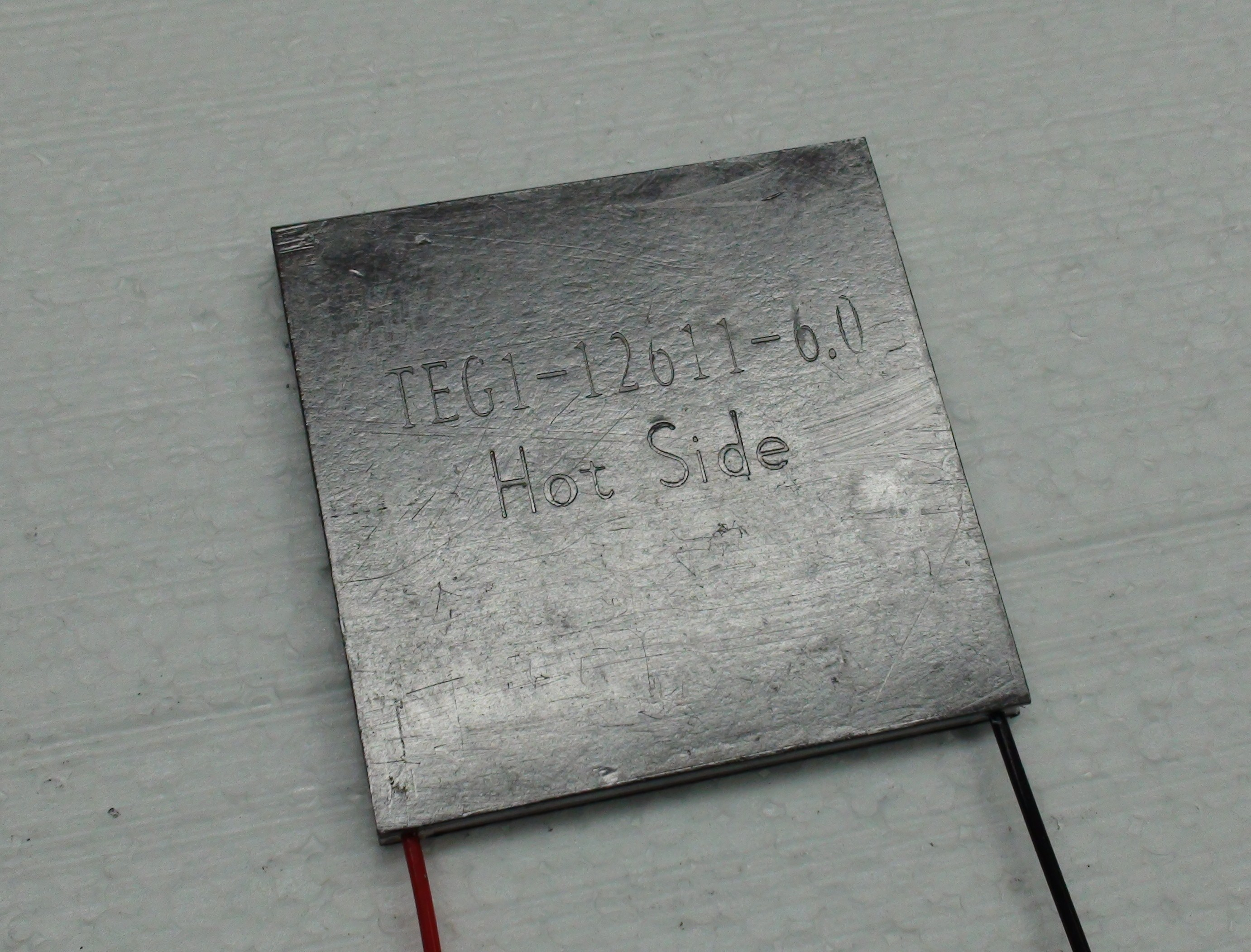
Pin nhiệt điện Seebeck

Pin nhiệt, hay pin nhiệt điện, máy phát nhiệt điện (Thermoelectric generator - TEG), còn gọi là Seebeck generator, là linh kiện bán dẫn thực hiện chuyển đổi trực tiếp chênh lệch nhiệt sang điện năng.
Nó hoạt động dựa trên hiệu ứng Seebeck, một dạng của hiệu ứng nhiệt điện.
Chú ý phân biệt hiệu ứng nhiệt điện trực tiếp này với từ nhiệt điện, chỉ các phương pháp chuyển hóa nhiệt năng sang điện năng một cách tổng quát, trực tiếp hay gián tiếp, sử dụng hệ thống có hay không có các bộ phận chuyển động.
Máy phát nhiệt điện có thể được sử dụng trong nhà máy điện để chuyển đổi nhiệt thải thành năng lượng điện bổ sung và trong ôtô như máy phát nhiệt điện ôtô (ATGs) để tăng hiệu suất nhiên liệu. Pin nhiệt đồng vị phóng xạ (RTG) sử dụng đồng vị phóng xạ để tạo ra chênh lệch nhiệt cần thiết cho các thăm dò không gian.

## Nguyên lý hoạt động
Năm 1821, Thomas Johann Seebeck phát hiện ra rằng hai dây dẫn khác loại nối với nhau và đặt ở hai nhiệt độ khác nhau (tức là có gradient nhiệt) thì tạo ra một điện áp. Sự chênh nhiệt dẫn đến dòng nhiệt truyền, làm khuếch tán các hạt mang điện. Dòng chảy của các hạt mang điện giữa các vùng nóng và lạnh lại tạo ra một điện áp khác nhau.
Năm 1834, Jean Charles Athanase Peltier phát hiện ra hiệu ứng ngược lại, rằng một dòng điện chạy qua mối nối nhau của hai dây dẫn khác loại nhau, thì tùy thuộc vào chiều dòng điện, làm cho nó hoạt động như một phần tử làm nóng hoặc làm mát.

Mạch nhiệt điện gồm các vật liệu có hệ số Seebeck khác nhau (chất bán dẫn pha tạp p-doped và n-doped), làm việc ở chế độ phát điện

## Các đặc trưng hoạt động
Hiệu suất điển hình của biến đổi là khoảng 5-8%. Các phần tử cũ sử dụng nút lưỡng kim cồng kềnh. Các phần tử gần đây sử dụng chất bán dẫn pha tạp cao (highly doped), làm từ teluriderua bismuth (Bi2Te3), teluriderua chì (PbTe), oxit calci mangan (CMO), hoặc kết hợp chúng, tùy thuộc vào nhiệt độ nơi hoạt động.
Đây là những phần tử trạng thái rắn. Không giống như máy phát điện, nó không có bộ phận chuyển động, ngoại trừ thỉnh thoảng có lắp quạt gió làm mát hoặc bơm.